# Condemayta de Acomayo
Condemayta de Acomayo es un conjunto musical vernacular que se originó en la provincia alto andina de Acomayo, departamento de Cusco, Perú, hacia 1970, cuyo fundador Saturnino Pulla Jiménez (intérprete de armónica) y bajo la voz de María Tintaya Rayo, conocida artísticamente como “La Calandria del Sur”. Es uno de los representantes del folklor peruano, galardonado como “Patrimonio Cultural Vivo” de la Región de Cusco (2005) y posteriormente “Patrimonio de la Nación” por el Ministerio de Cultura del Perú.

## Fundación e Historia
El grupo se compuso por tres músicos, naturales de Acomayo: En la armónica (rondín) Saturnino Pulla Jiménez (fundador), en el arpa: Juan Charalla Tito, Mandolina: Nicanor Ccasa Champi y como vocalista: María Tintaya Rayo (natural del distrito de Pisaq, de la provincia de Calca); en la actualidad los músicos del arpa y la mandolina ya no integran el grupo, los suplen otros músicos jóvenes.
Hijos de campesinos oriundos, que emigraron a la ciudad imperial del cusco donde laboraron en múltiples oficios, así como Juan Charalla que hacía de canillita, Nicanor en limpieza pública, Saturnino Pulla que de muchacho trabajaba en mandatos pequeños por el valle de la convención y en las cosechas de café, En Madre de Dios en el pelado de castaña. A los 17 años estudió Educación en la Universidad San Antonio Abad de Cusco gracias a una beca, Laboró en el magisterio por varios años, para más tarde retirarse, seguidamente fundó el conjunto musical y el cambio hacia la popularidad.
Este conjunto musical lleva por nombre “Condemayta”, en honor a la heroína campesina Ana Tomasa Tito Condemayta, nacida en Acos, quien acompañó, luchó y murió a lado de Túpac Amaru como lugarteniente cuando estalló la revolución por la emancipación en 1780.

## Género musical
El huayno de Condemayta es inconfundible por la inclusión única de la armónica, acompañado por un arpa y mandolina, marco que sirve para la voz profunda de la Calandria del Sur (calandria: ave de trinar dulce que vive en los maizales de la zona), donde expresa el sentir del habitante andino, autóctono y puro, aflora la melancolía y la alegría, las letras describen la naturaleza, geografía, flora y fauna; de igual manera ésta famosa cantante le entrega una significación especial al grupo y la acompaña desde su inicio, juntamente con Saturnino Pulla, su esposo.
Este género musical cusqueño, se caracteriza por su sencillez, no perdiendo su esencia, su mensaje puro, de contenido social y cultural, a los 45(2015) años mantiene su estilo, salvo que en sus presentaciones incorpora el bajo eléctrico para dar mayor realce en los escenarios.

## Gira nacional e internacional
Tiene 20 producciones, su primera grabación lo hizo con el sello “Iempsa” en un long play, fue la partida hacia el éxito, se dieron cuenta de lo que valían, ya que anteriormente hacían “arte por arte”, la economía empezaba a sonreír, motivo que aspiraron con mayor fuerza a difundir el huayno de Acomayo y Cusco, posteriormente realizaron grabaciones en miniplay, casetes, vhs, vcd, DVD, recorrieron todos los rincones del Perú, inclusive países del extranjero como Estados Unidos, Argentina, Bolivia, Chile. Se presentan en cada concierto con trajes típicos de las diferentes provincias y comunidades cusqueñas.

## Discografía

### Acomayo Tierra Mía
- A1	Boquita De Ayrampo
- A2	Dulce Naranjita
- A3	Mi Palomar
- A4	Huaranhuaycito
- A5	Urcos Plazachapi
- A6	Esperanza Verde
- B1	Q'anchis Wilca Mayu
- B2	Finay Pampachapi
- B3	Pueblos Olvidados
- B4	Eucaliptucha
- B5	Eucalipto Mallki
- B6	Acomayino Comerciante

### Conjunto Condemayta De Acomayo
- A1	Parque De Pomacanchi
- A2	Capulí Mallquicha
- A3	Ticapallana
- A4	Tienes Tu Cariño
- A5	Ingrata No Seas
- A6	Mi Barrio Zarzuela
- B1	Matará Pampa
- B2	Majestuoso Accoyac
- B3	Golondrina Alas De Plata
- B4	Cebada Pata
- B5	Recuerdos A Mi padre
- B6	A Mi Acopia

### Brisas De Acomayo
- A1	Brisas De Acomayo
- A2	K'enter
- A3	Huallay Hic'hu
- A4	Huanca
- A5	Dos Tomasinos
- A6	Marinera Condemayta
- B1	Cerveza Cusqueña
- B2	Rosa Linascha
- B3	Vicuñita
- B4	Lindas Palmeritas
- B5	A Pisac
- B6	Toro Pucllay

### Afectuosamente
- A1	Ripunay Q'asapi
- A2	Cusqueña P'asña
- A3	Que Negro Destino
- A4	Para Mis Flores
- A5	Pukay Santa
- A6	Taq'ecuy
- B1	Yau Trigueña
- B2	Quisiera Irme
- B3	Cela Cela Huayta
- B4	Lisura P'asñascha
- B5	Hierbabuenita
- B6	Molino Calipiedra

## Compilaciones

### Lo Mejor Del Conjunto Condemayta De Acomayo
- A1	Challhuaschallay
- A2	Cerveza Cusqueña
- A3	Tantar Quiscacha
- A4	Rosalinascha
- A5	Monteritaike
- A6	Carnaval De Caraybamba
- B1	Cuerpo Soltero
- B2	Dime Destino
- B3	Huamanripacha
- B4	Munacuk-Niycuna
- B5	Cielo Nublado
- B6	Pallay Llicllita

### Disco De Oro
- A1	Challhuaschallay
- A2	Altuntan Ripuncca
- A3	Linda Aqueñita
- A4	Azahares Del Destino
- A5	Recuerdos De Acomayo
- A6	Carnaval De Acomayo
- B1	Sara Parhuaycha
- B2	Callacunca
- B3	Briseidita
- B4	Carretay Suyayhuay
- B5	Sonidos De Arpa
- B6	Arriba Los Pañuelos